# Vyšší moc
Vyšší moc (lat. vis maior, často také ve francouzské podobě force majeure) je zvláštní právní skutečnost, spočívající v mimořádné, nepředvídatelné, neodvratitelné a nezaviněné události, která způsobí škodu. Za tu ale nikdo obvykle neodpovídá, protože jde o okolnost zásadně vylučující odpovědnost. Vyšší mocí je v tomto smyslu např. živelní pohroma, revoluce apod.
Již v římském právu platila v případě vyšší moci zásada Casus a nullo praestatur (za náhodu nikdo neodpovídá). Pokud vznikne škoda a nikomu za ni nelze přičíst zavinění, jde o náhodu v právním smyslu (casus). Ta může být buď prostá (casus minor), nebo kvalifikovaná (casus maior), tedy vyšší moc. Její kvalifikovanost spočívá v tom, že je mimořádná a nepředvídatelná a že ji nešlo za daných podmínek ani při vynaložení veškerého potřebného úsilí odvrátit. Při vzniku škody se pak rozlišuje mezi odpovědností subjektivní, která je závislá na subjektivním zavinění, za jakoukoli náhodu se tudíž neodpovídá a poškozený proto nese všechny škodlivé následky sám, a odpovědností objektivní, kde lze vždy žádat odškodnění v případě náhody prosté. V případě náhody kvalifikované jen ve zcela výjimečných případech.
Až do konce roku 2013 ani občanský zákoník, ani obchodní zákoník nicméně výslovně pojem „vyšší moci“ nepoužívaly. Vrátil se k němu až nový občanský zákoník, např. v případě odstoupení od smlouvy podle § 1928, v případě přechodu práva odvolat dar na dárcova dědice podle § 2074 anebo v případě odpovědnosti za škodu způsobenou provozem zvlášť nebezpečným podle § 2925.